# Channeling (new age)
Channeling (Amerikaans-Engels) of channelling (Brits-Engels) is een begrip uit de new age voor het ontvangen van boodschappen van onzichtbare spirituele entiteiten en geesten aan levende personen, genaamd mediums. In tegenstelling tot het spiritisme beschrijven gechannelde boodschappen volgens deze opvatting hele nieuwe uitgebreide godsdienstige of filosofische leer en niet slechts korte boodschappen van overleden personen of van geesten. Geloof in het ontvangen van boodschappen van onzichtbare spirituele entiteiten is een oud verschijnsel in de godsdienst, maar de term channeling wordt in de praktijk alleen voor aan new age gerelateerde teksten gebruikt. Sommige mediums gaan in trance tijdens het channelen.
Een van de eerste gechannelde teksten is die van Seth met als medium de Amerikaanse Jane Roberts. Een andere populaire gechannelde tekst is Een Cursus In Wonderen gechanneld door Helen Schucman, eveneens Amerikaanse. Zowel de tekst als Schucman beweren Jezus te channelen.
Overige gechannelde teksten en boeken zijn:
- Ramala gechanneld door een Engels echtpaar
- Armerus, gechanneld door de Nederlandse voormalige journalist P. Cramer
- enkele boeken van de Nederlandse schrijver Sun van Meijel
- Padwerk, 258 lezingen gechanneld door Eva Pierrakos over psychologie en spiritualiteit.

In tegenstelling tot de meningen van vele newage-adepten, ziet de Nederlandse godsdienstwetenschapper Wouter J. Hanegraaff duidelijke inhoudelijke verschillen tussen de gechannelde teksten, maar hij ziet ook overeenkomsten, met name door beïnvloeding van Seth op Armerus en op andere gechannelde teksten. Hij beweert verder dat de interne consistentie en intellectueel niveau van de teksten variëren en slaat in dat opzicht Seth hoger aan dan Ramala en Armerus.
Sceptici, zoals Marcel Hulspas beschouwen alle gechannelde teksten als niet authentiek en zijn meestal laatdunkend over de inhoud.